# Вітан Сулаеман
Вітан Сулаеман (нар. 8 жовтня 2001, Палу, Індонезія) — індонезійський футболіст, атакувальний півзахисник клубу польської Екстракляси та національної збірної Індонезії.

## Клубна кар'єра

### «ПСІМ Джок'якарта»
17 серпня 2019 року на той час 17-річний гравець підписав свій перший професіональний контракт з клубом Ліги 2 «ПСІМ Джок'якарта». Дебютував у першій команді за «ПСІМ Джок'якарта» 22 серпня 2019 року, вийшов у стартовому складі в переможному матчу Ліги 2 2019 року проти «Персібу» (Балікпапан).

### «Радник» (Сурдулиця)
У лютому 2020 року у 18-річному віці Вітан приєднався до клубу сербської Суперліги «Радник» (Сурдулиця), з яким підписав 3,5-річний контракт. Однак незабаром сезон призупинили через пандемію COVID-19 на два з половиною місяці, протягом яких повернувся до Індонезії. Зрештою, на професіональному рівні дебютував 14 червня 2020 року в програному (2:4) поєдинку сербської Суперліги проти «Радничок» (Ниш), в якому замінив Богдана Стаменковича.

### «Лехія» (Гданськ)
1 вересня 2021 року підписав 2-річний контракт з польським клубом «Лехія». Вітан приєднався невдовзі після того, як його товариш по збірній Егі Маулана переїхав до «Сениці» в Словаччину. Три дні по тому дебютував у ґданській «Лехії» у товариському матчі проти «Єзьорака» (Ілава), в якому на 73-ій хвилині вийшов на заміну Кацпера Сезоненка.
Однак він посилив не основну команду, а резервну, «Лехію II» (Гданська). Дебютував за вище вказаному поєдинку 11 вересня в переможному поєдинку IV ліги проти МКС (Владиславово).

## Кар'єра в збірній
31 травня 2017 року 16-річний Сулаеман дебютував за молодіжну збірну Індонезії (U-19) в програному (0:1) поєдинку турніру в Тулоні 2017 року проти молодіжної збірної Бразилії (U-20). Пізніше того ж року відзначився дублем у переможному (8:0) поєдинку на молодіжному чемпіонаті Південної Азії (U-18) 2017 проти Брунею. Також відзначився голом у поєдинку за 3-тє місце проти М'янми.
На юнацькому чемпіонаті Азії (U-19) 2018 року в Індонезії, Вітан забив два м’ячі у переможному поєдинку групового етапу над Китайським Тайбеєм, а потім відзначився єдиним голом у переможному (1:0) поєдинку проти ОАЕ і вперше за 40 років вивела свою команду до чвертьфіналу.
Один з гравців олімпійської збірної Індонезії, яка виграла срібло на Іграх Південно-Східної Азії 2019 року на Філіппінах. У травні 2021 року отримав перший виклик до головної збірної країни. Вперше за збірну зіграв 25 травня 2021 року в товариському матчі проти Афганістану в Дубаї. 11 жовтня 2021 року в переможному (3:0) матчі-відповіді плей-оф кваліфікації Кубку Азії 2023 року відзначився першим голом за збірну у ворота Китайського Тайбея.

## Статистика виступів

### Клубна
Станом на 2 жовтня 2021
| Клуб                 | Сезон             | Ліга              | Ліга  | Ліга | Кубок | Кубок | Конт. кубок | Конт. кубок | Інші  | Інші | Загалом | Загалом |
| Клуб                 | Сезон             | Дивізіон          | Матчі | Голи | Матчі | Голи  | Матчі       | Голи        | Матчі | Голи | Матчі   | Голи    |
| -------------------- | ----------------- | ----------------- | ----- | ---- | ----- | ----- | ----------- | ----------- | ----- | ---- | ------- | ------- |
| «ПСІМ Джок'якарта»   | 2019              | Ліга 2            | 7     | 0    | —     | —     | —           | —           | —     | —    | 7       | 0       |
| «Радник» (Сурдулиця) | 2019–20           | Суперліга Сербії  | 2     | 0    | 0     | 0     | —           | —           | —     | —    | 2       | 0       |
| «Радник» (Сурдулиця) | 2020–21           | Суперліга Сербії  | 3     | 0    | 0     | 0     | —           | —           | —     | —    | 3       | 0       |
| «Радник» (Сурдулиця) | Загалом           | Загалом           | 5     | 0    | 0     | 0     | 0           | 0           | 0     | 0    | 5       | 0       |
| «Лехія» (Гданськ)    | 2021–22           | Екстракляса       | 0     | 0    | 0     | 0     | —           | —           | —     | —    | 0       | 0       |
| «Лехія II» (Гданськ) | 2021–22           | IV ліга           | 3     | 0    | 0     | 0     | —           | —           | —     | —    | 3       | 0       |
| Усього за кар'єру    | Усього за кар'єру | Усього за кар'єру | 15    | 0    | 0     | 0     | 0           | 0           | 0     | 0    | 15      | 0       |

### У збірній

#### По роках
Станом на 25 листопада 2021
| Національна збірна | Рік     | Матчі | Голи |
| ------------------ | ------- | ----- | ---- |
| Індонезія          | 2021    | 7     | 2    |
| Загалом            | Загалом | 7     | 2    |

#### По матчах
| Дата      | Місто | Господарі | Результат | Гості      | Турнір            | Голи | Примітки |
| --------- | ----- | --------- | --------- | ---------- | ----------------- | ---- | -------- |
| 25-5-2021 | Дубай | Індонезія | 2 – 3     | Афганістан | товариський матч  | -    |          |
| 29-5-2021 | Дубай | Індонезія | 1 – 3     | Оман       | товариський матч  | -    | 68'      |
| 3-6-2021  | Дубай | Таїланд   | 2 – 2     | Індонезія  | Відбір до ЧС 2022 | -    | 70'      |
| Усього    |       | Матчів    | 3         |            | Голів             | 0    |          |

#### Забиті м'ячі
голи за олімпійську збірну
| Гол | Дата           | Місце                                                      | Суперник  | Рахунок | Результат | Змагання                                      |
| --- | -------------- | ---------------------------------------------------------- | --------- | ------- | --------- | --------------------------------------------- |
| 1   | 20 лютого 2019 | Олімпійський стадіон, Пномпень, Камбоджа                   | Малайзія  | 2–1     | 2–2       | ГР молодіжного чемпіонату Південної Азії 2019 |
| 2   | 3 грудня 2019  | Футбольний стадіон Біньяну, Біньян, Філіппіни              | Бруней    | 5–0     | 8–0       | Ігри Південно-Східної азії 2019               |
| 3   | 22 жовтня 2021 | Центральний стадіон Гісара, Гісар, Таджикистан             | Непал     | 2–0     | 2–0       | Товариський матч                              |
| 4   | 26 жовтня 2021 | Центральний республіканський стадіон, Душанбе, Таджикистан | Австралія | 1–2     | 2–3       | кваліфікація кубку Азії (U-23) 2022           |

голи за національну збірну
| №  | Дата              | Місце                                           | Суперник | Рахунок | Результат | Змагання                     |
| -- | ----------------- | ----------------------------------------------- | -------- | ------- | --------- | ---------------------------- |
| 1. | 11 жовтня 2021    | Бурірам Стедіум, Бурірам, Таїланд               | Тайвань  | 0–3     | 0–3       | кваліфікація кубку Азії 2023 |
| 2. | 25 листопада 2021 | Спортивний комплекс Емірхан, Анталія, Туреччина | М'янма   | 3–0     | 4–1       | Товариський матч             |

## Досягнення
молодіжна збірна Індонезії (U-19)
- Юнацький чемпіонат АФФ (U-19)
  -  Бронзовий призер (2): 2017, 2018

олімпійська збірна Індонезії (U-23)
- Молодіжний чемпіонат Південної Азії (U-22)
  -  Чемпіон (1): 2019[14]
- Ігри Південно-Східної Азії
  -  Срібний призер (1): 2019[15]